# Classe K XI
La classe K XI est une classe de trois sous-marins construite pour la marine royale néerlandaise et utilisé pour le service colonial dans les Indes orientales néerlandaises. Construits entre les deux guerres, les trois navires ont été utilisés pendant la Seconde Guerre mondiale. 

## Conception
La conception des navires est due à l'ingénieur néerlandais J.J. van der Struyff et était destinée aux patrouilleurs des Indes orientales néerlandaises. Tous les navires de cette classe ont été construits par le chantier naval Fijenoord à Rotterdam.

## Caractéristiques techniques
Les navires de la classe K XI avaient une dimension de (L) 66,70 mètres x (l) 6,15 mètres x (h) 3,78 mètres, avec un déplacement standard de 612 tonnes. A pleine charge, les navires avaient un déplacement de 688 tonnes au-dessus de l'eau et de 828 tonnes sous l'eau. Tous les navires étaient équipés de deux moteurs diesel M.A.N. à quatre temps de 1 200 chevaux. Les deux moteurs électriques de 327 ch tirent leur énergie des 132 cellules de batterie, qui peuvent fournir 4500 Ah pendant trois heures. En surface, les navires avaient une vitesse maximale de 17 nœuds et sous l'eau de 8 nœuds. La portée maximale au-dessus de l'eau de 3500 milles nautiques et sous l'eau de 25 milles nautiques à une vitesse de 8 nœuds. Une fois sous l'eau, les navires ont pu plonger en toute sécurité jusqu'à une profondeur de 60 mètres. Les navires de la classe K XI ainsi que les navires de la classe O 9 ont été les premiers sous-marins néerlandais à double coque.

## Armement
Les navires de la classe K XI étaient équipés de deux tubes lance-torpilles de 533 mm (21 pouces) et de quatre tubes torpilles de 450 mm (17,7 pouces). Au total, les navires pouvaient transporter 12 torpilles, donc tous les tubes étaient chargés et une torpille à recharger pour tous les tubes. Pour les navires de la classe K XI, les torpilles suivantes ont été utilisées : la III 45 de 450 mm, la I 53 de 533 mm et la II 53 de 533 mm. En plus des torpilles, les navires étaient équipés pour les attaques et défenses en surface de 1 canon de 8,8 cm (Bofors) et 1 mitrailleuse de 12,7 mm (½").

## Construction
| Nom    | Pose de la quille | Lancement        | Commission   | Fin de service        |
| ------ | ----------------- | ---------------- | ------------ | --------------------- |
| K XI   | 9 décembre 1922   | 24 avril 1924    | 24 mars 1925 | 11 avril 1945         |
| K XII  | 9 janvier 1923    | 15 juillet 1924  | 19 mai 1925  | 5 mai 1944            |
| K XIII | 15 octobre 1923   | 23 décembre 1924 | 29 mars 1926 | 2 mars 1942 (sabordé) |